# Блейденсберг (Мэриленд)
Блейденсберг (англ. Bladensburg) — город в округе Принс-Джорджес в штате Мэриленд в Соединённых Штатах Америки.
Согласно данным переписи населения США 2020 года число жителей города 
составляло 9 657 человек, что чуть больше, чем было во время предыдущей переписи (9 408 человек).

## История
Основан в 1742 году. Первоначально поселение называлось «Garrison's Landing», но затем было переименовано в честь Томаса Блейдена (1698—1780), губернатора штата Мэриленд в 1742–1747 годах. 
Одной из главных достопримечательностей города является таверна Indian Queen, которую часто называют «Дом Джорджа Вашингтона» из-за предположения, что здесь останавливался первый президент Соединённых Штатов Америки. Исследования первоисточников показали, что сохранившееся строение никогда не было таверной при жизни Д. Вашингтона, хотя вполне возможно, что он останавливался в каркасной таверне Indian Queen, ранее расположенной рядом с ним. Здание принадлежало Джейкобу Вирту, чей сын Уильям Вирт позже стал генеральным прокурором США и кандидатом на пост президента в 1832 году. В 1974 году оно было занесено в Национальный реестр исторических мест США.
В 1854 году Блейденсберг получил статус города.

## География
Город Блейденсберг расположен в 8,6 милях (13,8 км) от Вашингтона, округ Колумбия.
По данным Бюро переписи населения США, общая площадь города составляет 1,01 квадратных миль (2,62 км2), из которых 1,00 квадратных миль (2,59 км2) — это суша и 0,01 квадратных миль (0,03 км2) — вода.